# Fernweidewirtschaft
Unter Fernweidewirtschaft fasst man diejenigen Formen der Weidewirtschaft in der Tierhaltung zusammen, in denen die Futtergründe der Tiere nicht direkt um einen ständigen Wohnsitz liegen.
Die Entwicklungsgeschichte der Wanderviehwirtschaft lässt sich bis in die Antike zurückverfolgen. An die naturräumliche Ausstattung angepasste Weideformen entwickelten sich zu verschiedenen Formen der Fernweidewirtschaft. Daneben beeinflussten soziale, politische und wirtschaftliche Entwicklungen im starken Maße die Erscheinungen der Viehwirtschaft. Fernweidewirtschaft ist eine traditionelle Lebensweise ursprünglicher Regionen, in denen ackerbauliche Landwirtschaft aufgrund der naturräumlichen Ausstattung nicht möglich ist. Gebirgsregionen der winterfeuchten Subtropen sowie subtropische Trockenregionen (Steppen, Voll- und Halbwüsten) sind typischerweise Zonen der weitest entwickelten Fernweidewirtschaft. Ein Problem neuerer staatlicher Strukturen ist, dass durch künstliche Grenzziehung ehemalige Wanderbewegungen stark eingeschränkt (N-Afrika) und teilweise gänzlich unterbunden (Balkan, Kleinasien) wurden.
Einzelne Formen der Fernweidewirtschaft sind herdentreibender (z. B. Schafe, Rinder) oder -folgender (Rentiere) Nomadismus (ständiges Wandern, in eine strengeren Form gänzlich ohne festen Wohnort, oder Pendeln zwischen Wohnorten), Transhumanz (saisonelles Wandern), Almwirtschaft (saisonelles Pendeln zwischen Tal und Berg), Hutewirtschaft (gelegentliches Fernweiden) sowie die modernisierten halbnomadisch/halbsesshaften Formen der mobilen Weidewirtschaft, die vor allem Nomadismus und Transzumanz ersetzen. Das Gros der Fernweidewirtschaft findet auf Urgrasland (Steppen, Savannen, Tundren) statt und wird in diesem Fall als Pastoralismus bezeichnet.
Man schätzt, das 200 bis 500 Mio. Menschen auf der Erde vorwiegend von traditionellen Formen der Fernweidewirtschaft leben. Da diese Wirtschaftsweisen sehr häufig mit Bodenbau kombiniert werden, ist eine genauere Zahl nicht ermittelbar.

## Fernweidewirtschaft der Balkanvölker
Als klassische europäische Region der Fernweidewirtschaft gelten die mediterranen Bergregionen Iberiens und des Balkans. Heute ist selbst im Balkan intensive Herdenhaltung (wie in den Dinariden) nur noch selten zu finden.
Die natürlichen Gegebenheiten ausnützend, prägte das auf Viehzucht bezogene, kulturelle Verhalten der Balkanvölker einheitlich deren soziale und kulturelle Entwicklung. Ein Nebeneinander, zum Teil in unmittelbarer Nachbarschaft, und enge Verflechtung der verschiedenen weidewirtschaftlichen Formen hat eine differenzierte Raumausnutzung geschaffen, die auch auf ethnischen Besonderheiten fußte.

### Die Aromunen – Eine auf Herdenzucht spezialisierte ethnische Gruppe
Die Aromunen, überwiegend südlich der Donau verbreitet, galten als prinzipielle Vertreter einer nomadischen Volksgruppe. Sie spielten im Fernhandel der Balkanhalbinsel im 19. Jahrhundert eine wichtige Rolle. Nomadische Wanderungen, waren noch bis zum Ersten Weltkrieg weit verbreitet. Die Herausbildung der Nationalstaaten aus der Konkursmasse des Osmanischen Reiches nach dem Berliner Kongress 1878 und den Balkankriegen 1912/13, verlangte eine Umstellung, der innerhalb des osmanischen Reiches durch keinerlei Territorialgrenzen gehemmten, Fernweidewirtschaft.
Herdenwanderungen zwischen Sommerweiden im Prokletije und Winterweiden, an die jeweiligen politischen Realitäten und agrarischen Entwicklungen angepasst, erfolgten beispielsweise zu den Save-Niederungen, dem albanischen Tiefland, der Kampania von Thessaloniki, der Morava Niederung und des Kosovo. Letztlich wurde solcherart Herdenwanderung mit Wanderwegen von bis zu 300 km Luftlinie durch Umstellung auf Almwirtschaft aufgegeben.
Die Grenze der ursprünglichen Herdenwanderungen reichte nordwärts in die Herzegowina, Montenegro, Metohija (Kosovo), Südserbien und Bulgarien südlich des Balkangebirges. Nur in Regionen deren Agrarwirtschaft aufgrund der Naturraumausstattung für kaum eine andere Wirtschaftsform geeignet scheint, konnte sich diese länger halten. So waren in der Herzegowina noch nach dem Zweiten Weltkrieg Formen der Transhumanz und Fernweidewirtschaft festzustellen. Kontinentale Gebiete der Dinariden sind dem Bereich der alpinen Almwirtschaft zuzurechnen (Slowenien, Gorski Kotar, Bosanska Krajina, Zentralbosnien, Sandžak, Nordmontenegro und Westserbien). Formen der mediterranen Almwirtschaft finden sich im Velebit, der Herzegowina und Westmontenegro.

### Die Kolibawirtschaft im Hochkarst Montenegros

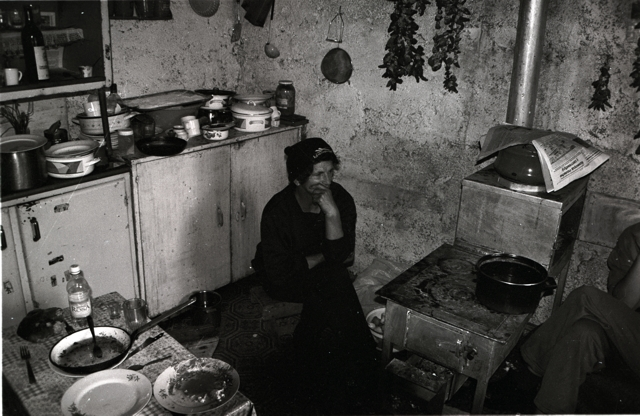
Koliba im Orjen-Gebirge in Montenegro. Die Winterstandorte liegen im Grahovo polje. Pilze werden im Frühsommer an den Wänden getrocknet und über Zwischenhändler bis nach Italien verkauft

Im Dinarischen Karst sind durch die Wasserarmut des Gebirges nur kleinräumige Wanderungsbewegungen möglich. Kayser beschreibt mit der Kolibawirtschaft die traditionelle Wirtschaftsform in Westmontenegro (Orjen, Grahovo).
Bei der Kolibawirtschaft sind nomadische Merkmale deutlich. Die Koliba ist eine gut gebaute Milchverarbeitungshütte, die zugleich auch als Wohnhaus dient und während des Sommers von der ganzen Bauernfamilie oder wenigstens deren größtem Teil bewohnt wird. Das Winterwohnhaus im Bereich der ständigen Siedlung wird während des Sommers entweder ganz verlassen und abgeschlossen, oder es bleiben dort einige Familienglieder, die bei der Sommerweidewirtschaft nicht gebraucht werde. Die koliba steht auf dem Sommerweidegebiet oder in dessen Nähe und ist nichts anderes als eine gut gebaute Almhütte. Wo die Wiehwirtschaft ganz im Vordergrund der Beschäftigung und der ernährung der Bewohner steht, spielt sich während des sommers das famiilienleben gänzlich in der Koliba ab. Die Entfernung der Koliba vom Winterwohnhaus spielt dabei gar keine rolle; selbst wenn sie nur 10 Minuten entfernt liegt, wird sie während des Sommers bezogen und das Winterhaus verlassen. Daraus geht hervor, wie sehr dieser sommerliche Umzug in die Koliba einer der beliebtesten und verbreitetsten Bräuche der Montenegriner ist. Die Entfernungen wechseln stark zwischen der nächsten Nähe und mehrstündiger Entfernung, je nach der Lage der Sommerweidegebiete, denen die Milchverarbeitungshütte folgt. In der Karstlandschaft von Grahovo und Orjen sind die Entfernungen der Kolibawirtschaft gering, da stets nur die magere Buschwaldweide (Mazedonische Eiche) auf den Karsthochflächen unmittelbar um den Wohnbesitz herum ausgenutzt wird.

## Referenzen
- Arnold Beuermann: Fernweidewirtschaft in Südosteuropa. Ein Beitrag zur Kulturgeographie des östlichen Mittelmeergebietes. Westermann, München 1967 (Zugleich: TH Aachen, Habil.-Schrift).
- Thede Kahl: Auswirkungen von neuen Grenzen auf die Fernweidewirtschaft. In: Cay Lienau (Hrsg.): Raumstrukturen und Grenzräume in Südosteuropa. Südosteuropa-Gesellschaft, München 2001, ISBN 3-925450-94-7, S. 245–272 (Südosteuropa-Jahrbuch 32).
- Kurt Kayser: Westmontenegro. Eine kulturgeographische Darstellung. Engelhorn, Stuttgart 1931 (Geographische Abhandlungen. Reihe 3, Bd. 4, ZDB-ID 504022-x), (Zugleich: Berlin, Univ., Diss., 1929).